# Alfons XII.
Alfons XII. (28. studenog 1857. – 25. studenog 1885.), španjolski kralj, vladao je od 1875. do smrti 1885. godine.
Bio je sin kraljice Izabele II. Njegov biološki otac nije siguran, ali službeno je to Izabelin suprug i bratić, Francisco de Asís de Borbón, sin vojvode od Cadiza, za kojeg se govorilo da je homoseksualac. Prema nekim teorijama, pretpostavlja se da je kraljev otac mogao biti Enrique Puig y Moltó, satnik Kraljevske garde, ili general Francisco Serrano. Obojica su bila poznata kao kraljičini ljubavnici.
Nakon što je kraljica Izabela srušena u Slavnoj revoluciji 1868. godine, cijela je kraljevska obitelj pobjegla u Pariz. Afons je nastavio studij u Beču. Nakon što je pozvan natrag u Pariz, njegova je majka 25. lipnja 1870. abdicirala u njegovu korist, u društvu brojnog šajolskog plemstva koje je slijedilo sudbinu prognane kraljevske obitelji. Uzeo je ime Alfons XII., ime koje su nosili kraljevi Leóna i Kastilje, potvrđujući time nastavak starog povijesnog kraljevstva. Nedugo nakon toga nastavio je školovanje na Vojnoj akademiji Sandhurst u Ujedinjenom Kraljevstvu.
Za vrijeme izbivanja kraljevske obitelji u Španjolskoj su se smjenjivale privremene vlade (1868. – 70), vladavina kralja Amadea I. iz kuće Savoja (1871. – 73.) te Prva Republika (1873. – 74.). Ona je bila srušena pučem generala Pavía, čime se otvorio drugi perodi privremenih vlada. 
1. prosinca 1874. godine, odgovrajući na rođendanske čestitke svojih pristaša, izdao je manifest (Manifest iz Sandhursta), predstavljajući se Španjolcima kao katolički princ, Španjolac, koji poštuje Ustav, liberalan sa željom da služi naciji.
Krajem godine, 29. prosinca, kada je general Serrano napustio Madrid kako bi zapovjedao vojskom na sjeveru u Karlističkom ratu, general Martinez Campos, koji je otvoreno podupirao kralja, s nekoliko je brigada ušao u Sagunto (Valencia), te proglasio Alfonsa kraljem. Predsjednik privremene vlade Sagasta podnio je ostavku, a vlast je privremeno prepuštena kraljevom ovlašteniku i savjetniku Canovasu del Castillo, kako bio vodio vladu do povratka kralja iz egzila. U sljedećih nekoliko dana kralj je stigao u Barcelonu, a tri dana kasnije i u Madrid, gdje je pred Cortesima proglašen kraljem. 
Restauracijom monarhije konsolidirao se politički sustav kojim je dominirala seoska aristokracija (vlastelini) i dvostranačka oligarhija: Konzervativn stranka pod vodstvom Cánovasa del Castilla, koju je podupirala aristokracija i više srednje klase, te Liberalna strnka od vodstvom Sagaste, koju su podupirali industrijalci i trgovci.
Početkom vladavine nastojao je smiriti unutarnje borbe koje su se zbivale prijašnjih godina. Tako je dobio nadimak "el Pacificador" (Mirotvorac). 1876. donesen je novi ustav. Tijekom te godine završen je karlistički rat, kojeg su vodili pristaše Don Carlosa (koji je trebao vladati kao Karlo VII.), protivnika vadavine njegove majke Izabele. Sloboštine dodijeljene Baskima i Navaranima su smanjeneVascos y Navarros fueron reducidos y se logró que cesaran, de forma transitoria, las hostilidades en Cuba con la firma de la Paz de Zanjón. 1978. preživio je neuspjeli atentat kojeg je počinio mladi radnik iz Tarragone Juan Oliva Moncasi.
Alfons XII. 1883. služeno je posjetio Belgiju, Austriju i Francusku. U Njemačkoj je prihvatio titulu počasnog pukovnika jedne pukovnije garnizona iz Elzasa, područja kojeg je okupirala Njemačka,  a na koje je pravo polagala Francuska. Ta je činjenica utjecala na vrlo negativno raspoloženje tijekom njegovog posjeta Francuskoj.
Njemačka je pokušala okupirati Karolinške otoke, koji su bili pod španjolskom vlašću, šo je dovelo do incidenta između dvije države. To je rezultiralo potpisivanjem španjolsko-njemačkog sporazuma 1885. u korist Španjolske. Iste je godine izbila epidemija tuberkuloze u Aranjuezu. Monarh je posjetio oboljele. Nedugo nakon toga, 25. studenog 1885. umro je od iste bolesti u Palači Prado u Madridu. 
Za vrijeme kratkotrajne vladavine uspio smiriti unutrašnje nemire, a na vanjskopolitičkom planu uspio je zadržati Španjolsku neutralnost. Državne su financije dobro vođene, a uprava je doživjela reformu. 

## Obiteljski život
23. siječnja 1878. oženio se rođakinjom, princezom Maria de las Mercedes, kćerkom vojvode od Montpensiera, ali je ona umrla šest mjeseci nakon vjenčanja.
29. studenog 1879. oženio se daljnjom rođakinjom, nadvojvotkinjom Mariom Christinom Austrijskom, kćerkom nadvojvode Karla Ferdinanda Austrijskog i Elizabete. Za vrijeme medenog mjeseca na mladi par pucao je pastir Otero, dok su se ovi vozili prema Madridu.
U braku su imali troje djece:
- Maria de las Mercedes (11. rujna 1880. – 17. listopada 1904.), princeza od Asturije, udala se 1901. za princa Karla Burbonskog. Bila je prijestolonasljednica od smrti svoga oca do postumnog rođenja svoga brata Alfonsa
- infanta Maria Teresa (12. studenog 1882. – 23. rujna 1912.), udala se za bavarskog princa Ferdinanda 1906.
- kralj Alfonso XIII. koji je odmah po rođenju proglašen kraljem.